# Грудоподібний пагорб

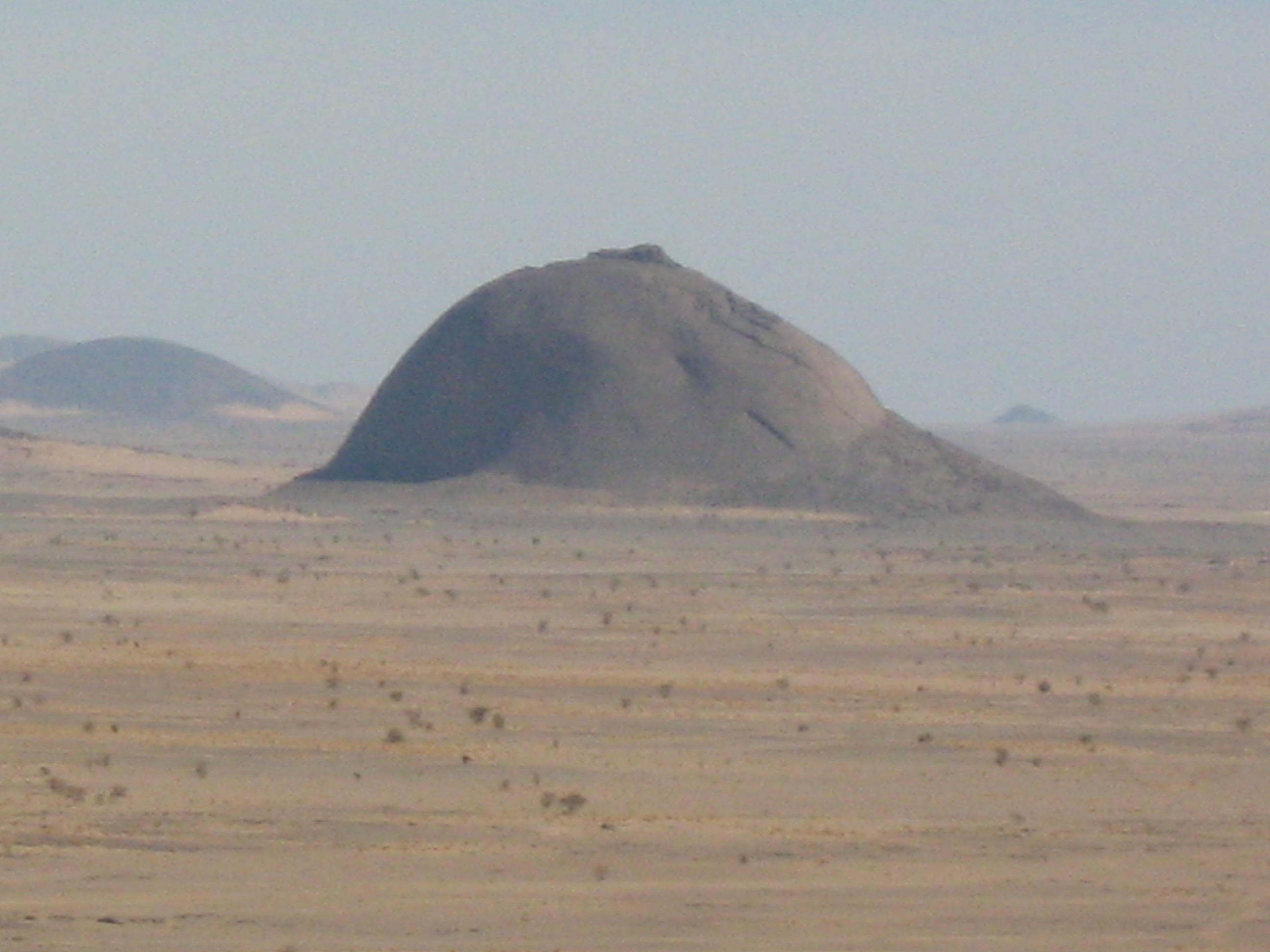
Пагорб у формі грудей у Західній Сахарі

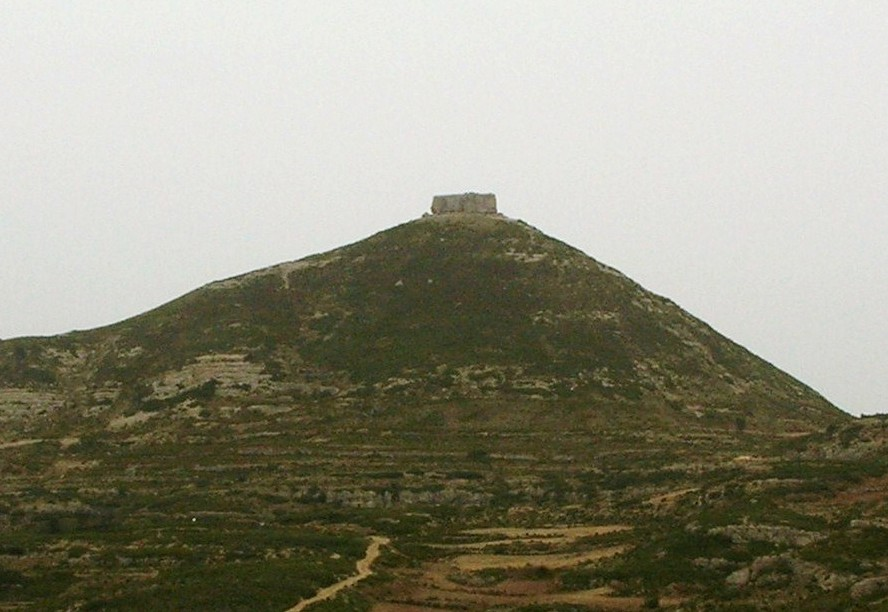
Під Мола-Мурада, грудоподібний пагорб у Молес-де-Ксерт, Іспанія, стародавня іберійська археологічна пам’ятка

Грудоподібний пагорб (англ. breast-shaped hill) — пагорб у формі грудей. Деякі з таких пагорбів називають «сосок» (англ. pap). 
Такі антропоморфні географічні об’єкти є в різних місцях світу, а в деяких культурах вони вшановувалися як атрибути Богині-матері, як-от Груди Ану, названі на честь Ану, важливого жіночого божества дохристиянської Ірландії.

## Огляд
Вважається, що назва Мамуціум, яка дала початок назві міста Манчестер, походить від кельтської назви, що означає «пагорб у формі грудей» і стосується скелі з пісковика, на якій стояв форт; пізніше перетворилася на назву Манчестер.
Грудоподібні пагорби часто пов'язують із шануванням місцевих божеств як символу родючості та благополуччя. Нерідко дуже старі археологічні пам’ятки розташовані на таких пагорбах або під ними, як-от на Самсоні, острови Сіллі, де є великі стародавні могильники як на Північному пагорбі, так і на Південному пагорбі або Буррен і Буррена, Арагон, Іспанія, де під пагорбами знаходяться два археологічні пам’ятки культури полів урн залізної доби.

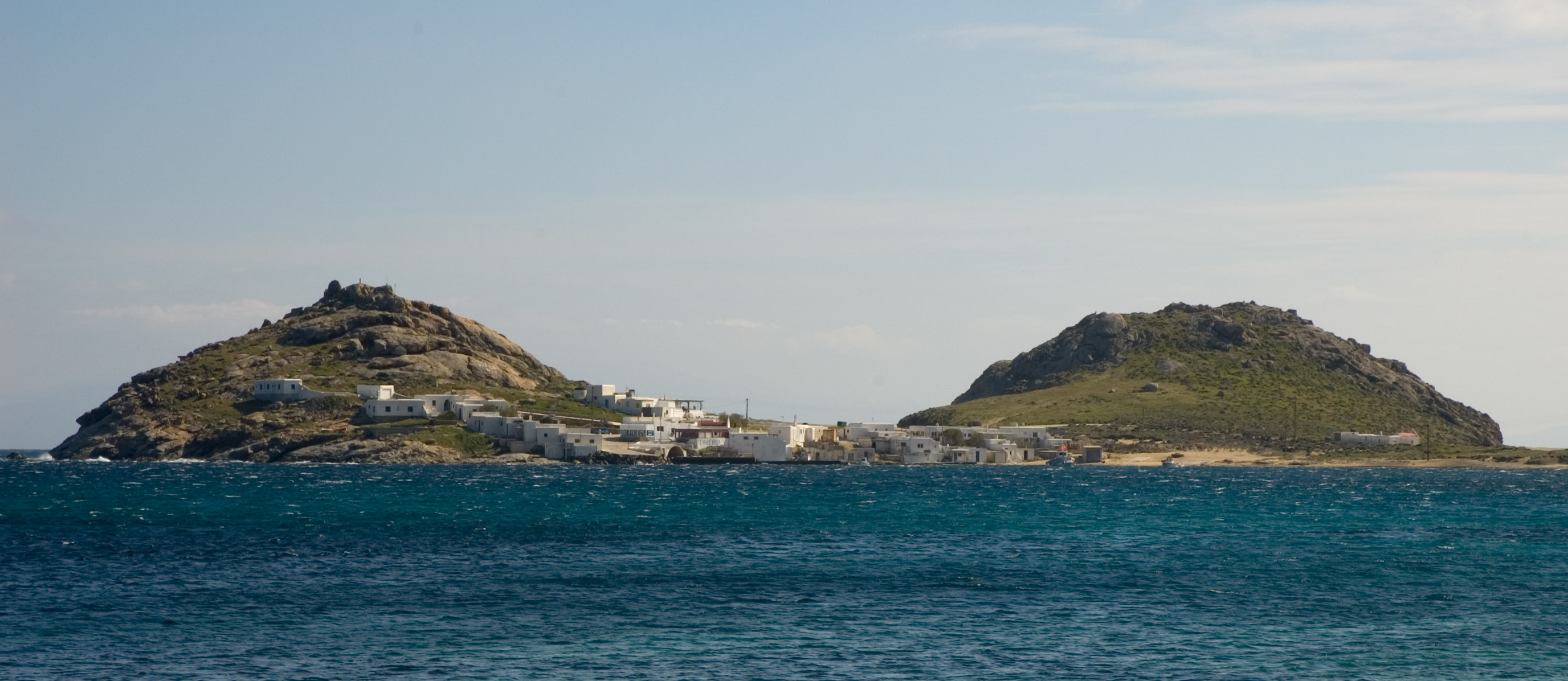
«Груди Афродіти» на Міконосі, Греція

Багато міфів, пов’язаних із цими горами, є давніми та живими, а деякі з них зафіксовані в усній літературі чи письмових текстах; наприклад, у невизначеному місці в Азії була гора, відома як «Грудна гора» з печерою, в якій буддійський чернець Бодхідхарма (Да Мо) провів довгий час у медитації.
Мандрівники та картографи колоніальних часів часто змінювали назви таких пагорбів. Капітан Джеймс Кук під час дослідження східного узбережжя Австралії в 1770 році перейменував гору, відому корінним жителям Австралії як Дідхол або Дітол (Жіночі груди) на Гору Голубів. 
Мамелон (від фр. «сосок») — французька назва грудоподібних пагорбів. Форт Мамелон був відомим пагорбом, укріпленим росіянами та захопленим французами під час облоги Севастополя під час Кримської війни 1850-х років. Слово мамелон також використовується у вулканології для опису певної гірської породи вулканічного походження. Термін ввів французький дослідник і натураліст Жан Батист Борі де Сен-Венсан.

## Африка

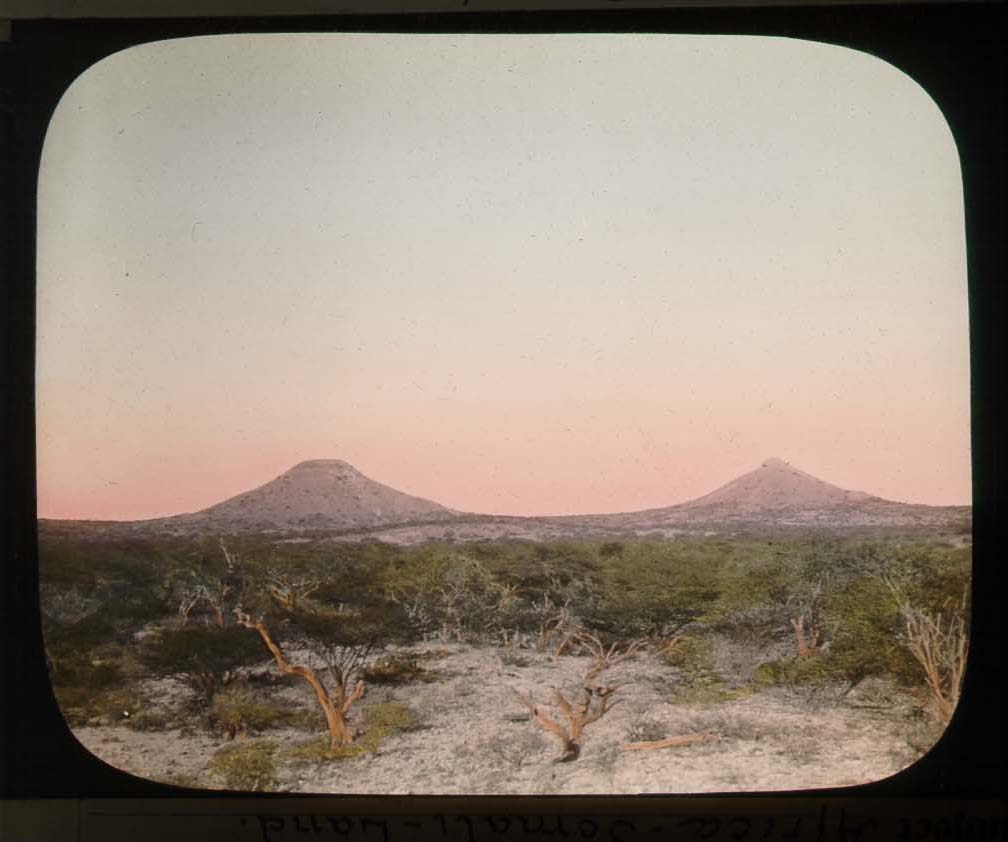
Телархічна форма Naasa Hablood у Сомаліленді (1896)

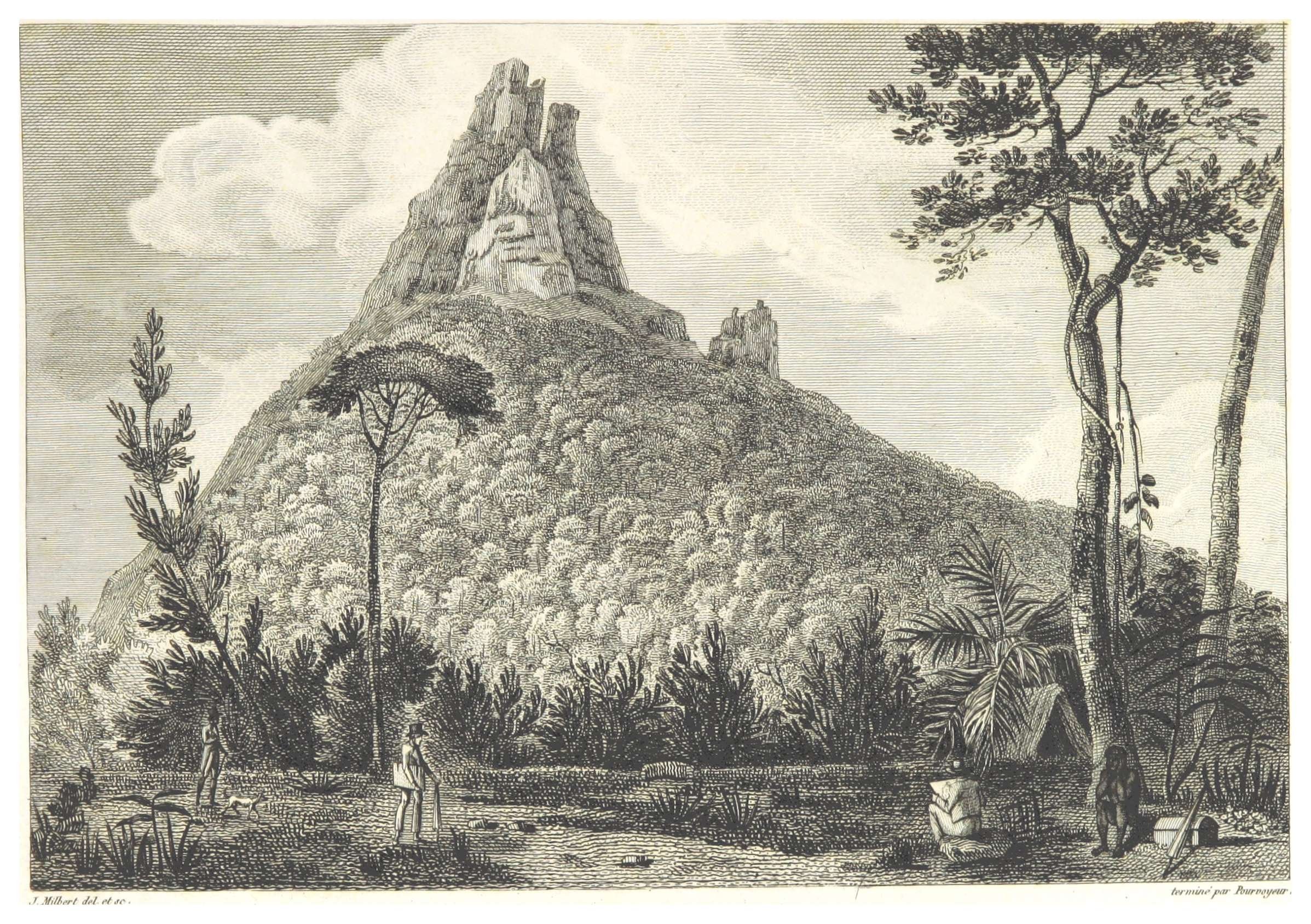
Вид на один із Труа Мамель на Маврикії. Малюнок зі сторінки 121 Атласу Жака-Жерара Мільбера

### Великі африканські озера
- Гора Елгон на кордоні Уганди та Кенії
- Sweet Sixteen, хребет Метьюз (Ldoinyo Lenkiyio), район Лайкіпія, провінція Ріфт-Веллі, північна Кенія. [11]

## Галерея

Печатка колишньоїкомуни Ла-Коль-Сен-Мішель із двома золотими пагорбами у формі грудей
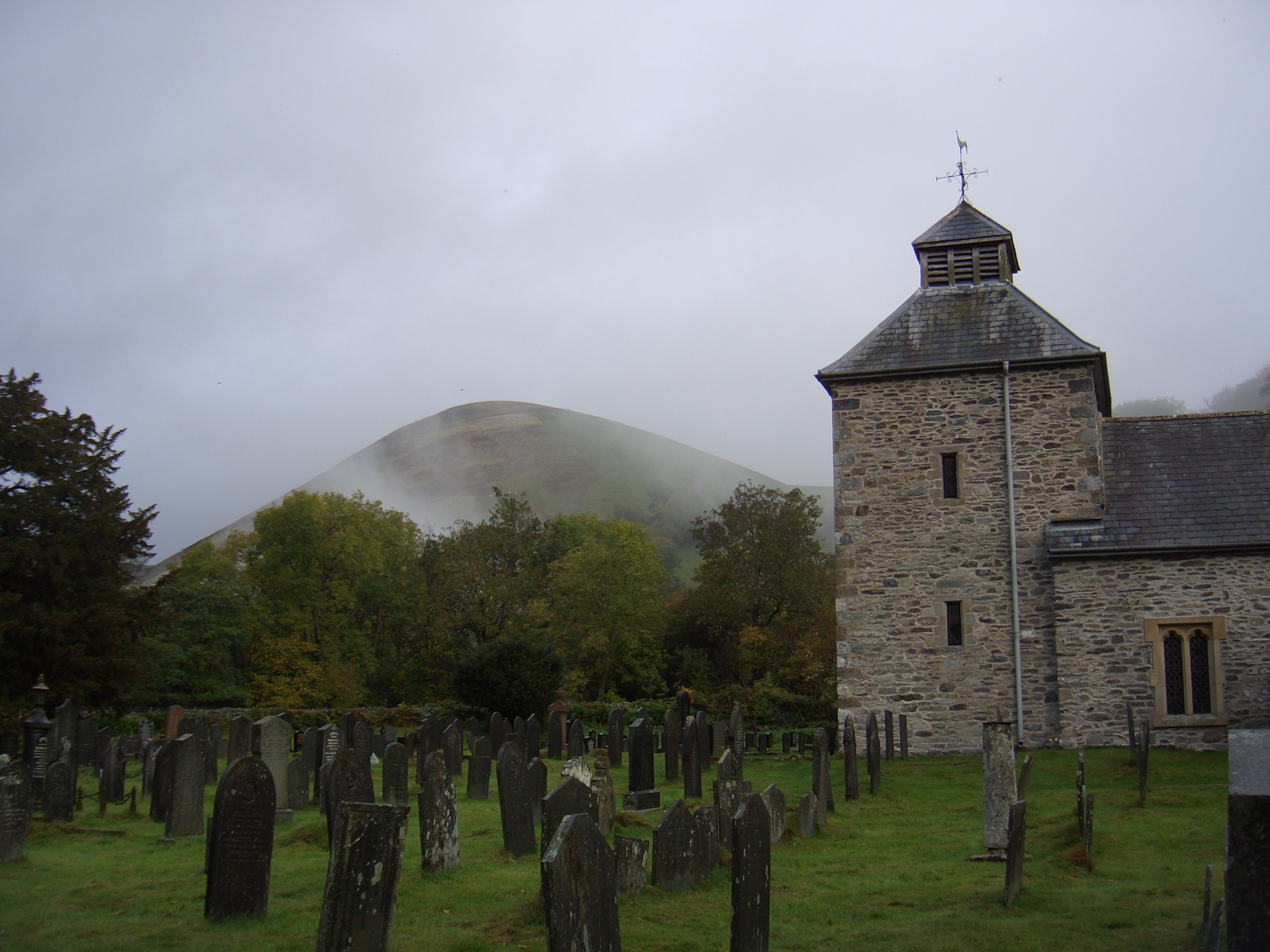
Церковна вежа навимпелі Меланжелл із пагорбом у формі грудей на задньому плані
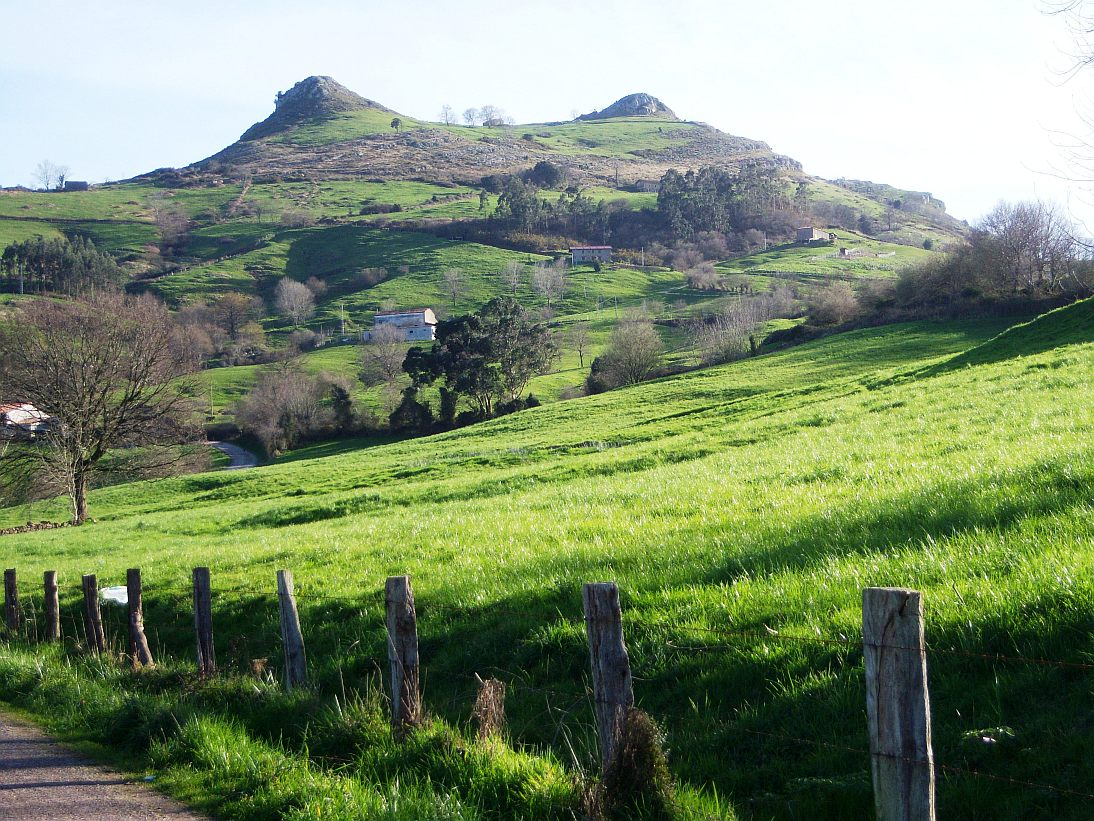
Лас Тетас де Лієрганес, Кантабрія, Іспанія
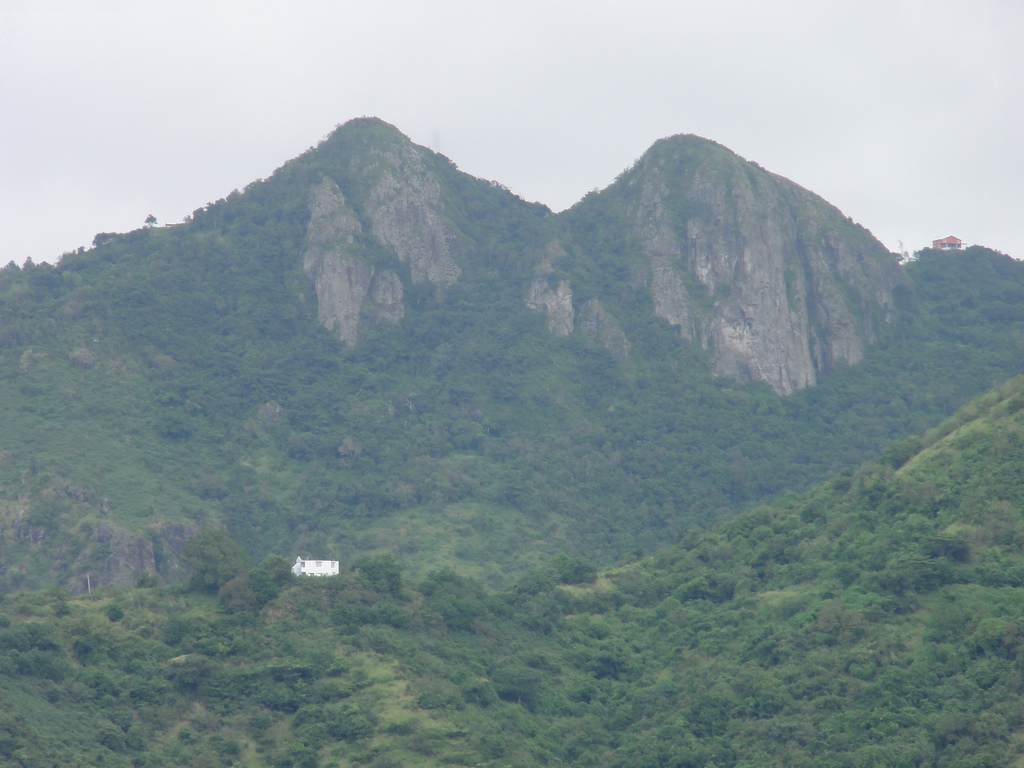
Серро-Лас-Тетас, Салінас, Пуерто-Ріко
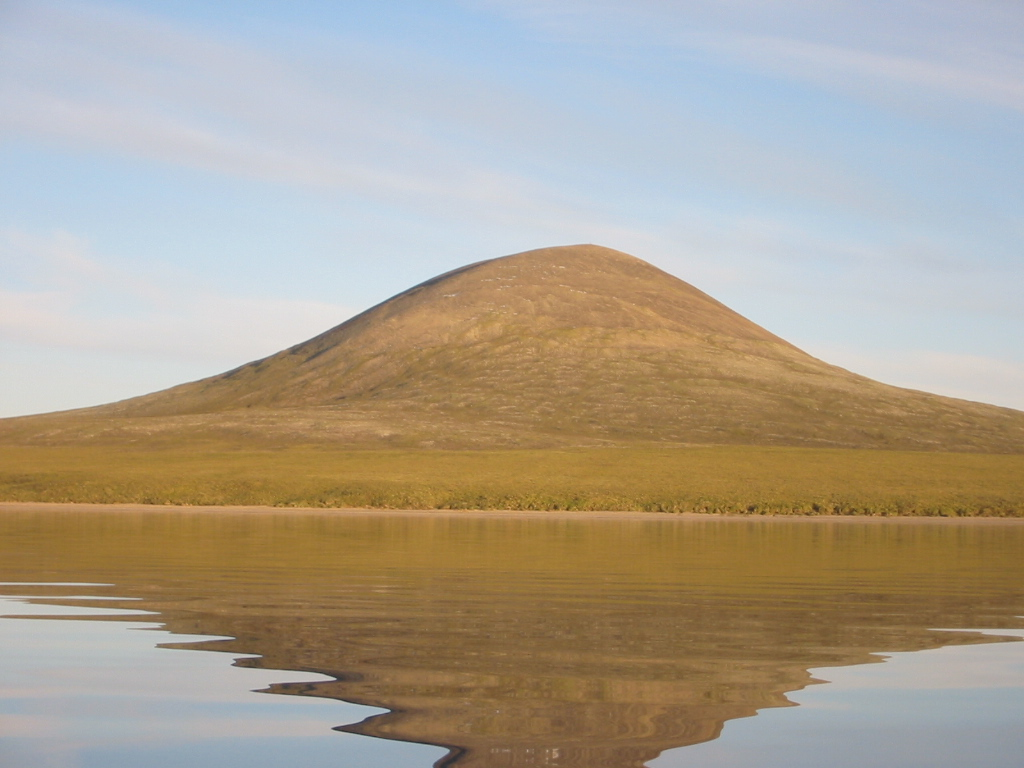
Пагорб біля озера Ельгигытгин, Чукотка

## Дивись також
- Монаднок